# زمین‌لرزه ۱۹۹۷ اندونزی
زمین‌لرزه اندونزی  در تاریخ ۲۸ سپتامبر ۱۹۹۷ میلادی، برابر با ‎۶ مهر ۱۳۷۶، ساعت ۱:۳۸:۲۸ به زمان یوتی‌سی در اندونزی رخ داد. ژرفای این زلزله ۱۳ کیلومتر بود، و بزرگی آن ۵٫۸ در مقیاس Mw اعلام شده‌است. زمین‌لرزه به وقت محلی در روز یکشنبه، ساعت ۹ روی داده و منطقه زمانی آن یوتی‌سی +۸ بوده‌است .
سازمان زمین‌شناسی آمریکا نیز رومرکز این زمین‌لرزه را در مختصات ۳°۴۶′۳۴″جنوبی ۱۱۹°۴۳′۳۷″شرقی / ۳٫۷۷۶°جنوبی ۱۱۹٫۷۲۷°شرقی و ژرفای آنرا در ۳۳ کیلومتر گزارش کرده‌است. بزرگی برگزیدهٔ این سازمان از میان بزرگیهای محاسبه‌شدهٔ مختلف ۵٫۹ در مقیاس Mw بوده و از دید اثر، در میان چهار دسته‌بندی «نامحسوس»، «محسوس»، «زیان‌آور» یا «با تلفات»، زلزله را «با تلفات» اعلام کرده‌است.۶۵۰ ساختمان در زمین‌لرزه خراب شده‌است.
پروژهٔ «تنسور گشتاور مرکزوار» زاویه‌های (راستا، شیب، ریک) گسل سازندهٔ زمین‌لرزه و صفحه عمود بر آنرا (°۱۳، °۴۰، °۱۱۰) یا (°۱۶۷، °۵۳، °۷۴) و نوع گسل را «معکوس» فرارسانده‌است.
شمار کشتگان زلزله حدود ۱۷ نفر بوده‌است.تعداد زخمیان ۳۳۱ نفر برآورده شده‌است.